# Neoceroplatus spinosus
Neoceroplatus spinosus är en tvåvingeart som beskrevs av Loïc Matile 1990. Neoceroplatus spinosus ingår i släktet Neoceroplatus och familjen platthornsmyggor. Inga underarter finns listade i Catalogue of Life.